# Sekmai Bazar
Sekmai Bazar é uma cidade e uma nagar panchayat no distrito de Imphal West, no estado indiano de Manipur.

## Demografia
Segundo o censo de 2001, Sekmai Bazar tinha uma população de 4325 habitantes. Os indivíduos do sexo masculino constituem 50% da população e os do sexo feminino 50%. Sekmai Bazar tem uma taxa de literacia de 66%, superior à média nacional de 59.5%: a literacia no sexo masculino é de 72% e no sexo feminino é de 59%. Em Sekmai Bazar, 14% da população está abaixo dos 6 anos de idade.